# Amt Peitz
Amt Peitz (baix sòrab Amtske Picnjo) és un amt ("municipalitat col·lectiva") del districte de Spree-Neiße, a Brandenburg, Alemanya. Té una extensió de 282,38 km² i una població de 10.682 habitants (31/12/2019). La seu és a Peitz. La burgmestra és Elvira Hölzner.

## Subdivisions
L'Amt Peitz és format pels municipis:
- Drachhausen – Hochoza
- Drehnow – Drjenow
- Heinersbrück – Most
- Jänschwalde – Janšojce
- Peitz – Picnjo
- Tauer – Turjej
- Teichland – Gatojce
- Turnow-Preilack – Turnow-Pśiłuk